# Золотой Будда
Золото́й Бу́дда (тайск. พระพุทธมหาสุวรรณปฏิมากร; Пра Путтха маха суван патимакон) — самая большая в мире золотая статуя. Расположена в бангкокском храме Ват Траймит.
Статуя, изображающая сидящего Будду, весит пять с половиной тонн, предположительно была изготовлена в XIII веке, во времена царства Сукхотаи. Её высота — 15 футов 9 дюймов (вместе с основой, без основы — около 3 метров), и 12 футов 9 дюймов в диаметре.
Она состоит из девяти частей, идеально подогнанных друг к другу. Одни утверждают, что статуя сделана из 18-ти каратного золота, другие, что процентное содержание золота различных частей неодинаковое: тело и шея - 40% чистоты, голова - 80%, а волосы и ушниша (выпуклость на макушке головы) весом в 45 кг - 99%.
В период войны с Бирмой статуя была покрыта гипсом, и только поэтому смогла пережить разграбление Аютии в 1767 году. Считается, что все люди, знавшие секрет статуи, погибли в период войны. Во время правления короля Рамы III статуя была перевезена в Бангкок и установлена в одном из храмов (Ват Пхраякрай), заброшенном в начале 1930-х годов. Затем статуя, всё ещё в гипсе, была переведена во временное хранилище. До 1957 года на статую особо не обращали внимания — до тех пор, пока она не была перевезена на новое место.  Согласно слухам, во время перевозки начался дождь, перед которым статуя из-за своего веса ещё и упала с перевозившего её крана; она была укрыта от дождя, но вода всё равно смыла покрытие с одного из участков в достаточной степени, чтобы один из монахов заметил странный блеск (или же, по другой версии, от падения образовалась обнажившая золото трещина).